# Triangular Series in Schottland in der Saison 2011
Die Triangular Series in Schottland der Saison 2011 war ein Drei-Nationen-Turnier, das vom 11. bis zum 13. Juli 2011 in Schottland und im One-Day Cricket ausgetragen wurde. Bei dem zur internationalen Cricket-Saison 2011 gehörenden Turnier nahmen neben dem Gastgeber die Mannschaften aus Irland und Sri Lanka teil. Sri Lanka gewann den Wettbewerb.

## Vorgeschichte
Sri Lanka bestritt zuletzt eine Tour in England, Irland war Gastgeber gegen Pakistan. Für Schottland waren dies die erste Spiele der Saison.

## Format
Jede Mannschaft spielte gegen jede einmal. Für einen Sieg gab es vier, für ein Unentschieden oder No Result 2 Punkte. Des Weiteren wurden Bonuspunkte vergeben.

## Stadion
Das folgende Stadion wurden als Austragungsorte ausgewählt.
| Stadion         | Stadt     | Kapazität | Spiele        |
| --------------- | --------- | --------- | ------------- |
| The Grange Club | Edinburgh | 3.000     | 1. – 3. Spiel |

## Kaderlisten
| ODI | ODI | ODI |
| Irland | Schottland | Sri Lanka |
| --- | --- | --- |
| - William Porterfield (K) - Alex Cusack - George Dockrell - Trent Johnston - Nigel Jones - Graeme McCarter - John Mooney - Kevin O’Brien - Niall O’Brien (wk) - Andrew Poynter - Boyd Rankin - Paul Stirling - Andrew White - Gary Wilson (wk) | - Gordon Drummond (K) - Richie Berrington - Kyle Coetzer - Josh Davey - Ryan Flannigan - Gordon Goudie - Majid Haq - Neil McCallum - Calum MacLeod - Gregor Maiden (wk) - Preston Mommsen - Safyaan Sharif - Fraser Watts | - Tillakaratne Dilshan (K) - Thilina Kandamby (VK) - Dinesh Chandimal - Mahela Jayawardene - Dimuth Karunaratne - Nuwan Kulasekara - Suranga Lakmal - Lasith Malinga - Ajantha Mendis - Jeewan Mendis - Thissara Perera - Dhammika Prasad - Suraj Randiv - Kumar Sangakkara (wk) |

## Spiele
Tabelle
| Teams      | Sp. | S | N | U | R | NR | BP | Punkte | NRR    |
| ---------- | --- | - | - | - | - | -- | -- | ------ | ------ |
| Sri Lanka  | 2   | 1 | 0 | 0 | 0 | 1  | 1  | 7      | +3.660 |
| Schottland | 2   | 1 | 1 | 0 | 0 | 0  | 0  | 4      | −1.735 |
| Irland     | 2   | 0 | 1 | 0 | 0 | 1  | 0  | 2      | −0.260 |

Sieg: 4 Punkte; Remis: 2 Punkte
Spiele
| 11. Juli Scorecard | Edinburgh | Irland    | – | Sri Lanka |
|                    |           | No Result |   |           |

| 12. Juli Scorecard | Edinburgh | Irland 320-8 (50)                | – | Schottland 323-5 (48.3) |
|                    |           | Schottland gewinnt mit 5 Wickets |   |                         |

| 13. Juli Scorecard | Edinburgh | Sri Lanka 284-7 (50)           | – | Schottland 101 (32.4) |
|                    |           | Sri Lanka gewinnt mit 183 Runs |   |                       |